# Йохан (Ханс) фон Хелмщат
Йохан (Ханс) фон Хелмщат (на немски: Johann (Hans) von Helmstatt, Herr von Bischofsheim & Grumbach; * ок. 1368; † 1422/1454) от благородническата фамилия Хелмщат е господар на Бишофсхайм (в Некарбишофсхайм) и Грумбах в Баден-Вюртемберг, амтман на Лаутербург.
Той е третият син на Випрехт I фон Хелмщат († 1408) и съпругата му Анна фон Найперг († 1415). Брат е на Рабан фон Хелмщат († 1439), епископ на Шпайер (1396 – 1438) и архиепископ на Трир.
Баща му Випрехт I фон Хелмщат е близък с крал Рупрехт и от 1401 г. съветник на син му Лудвиг III.

## Фамилия
Йохан (Ханс) фон Хелмщат се жени ок. 1390 г. за Гуитгин/Гудехин Кнебел фон Катценелнбоген (* ок. 1369), внучка на Герард Кнебел фон Катценелнбоген (* ок. 1315) и Елизабет фон Шарпенщайн (* ок. 1318), и дъщеря на Там/Даем Кнебел фон Катценелнбоген († 1410) и Кунигунда фон Ерлингхайм, внучка на Албрехт II фон Ерлингхайм († sl. 1340), дъщеря на Хайнрих 'Велики' фон Ерлингхайм († 1370) и Кунигунда Кемерер фон Вормс († 1363), дъщеря на Йохан Кемерер фон Вормс († 1371) и Ютта фон Раненберг. Те имат осем деца, между тях:
- Анна фон Хелмщат († 10 април 1466, погребана в Опенхайм), омъжена 1424 г. за Йохан XVII Кемерер фон Вормс († 2 юли 1431)
- Ханс фон Хелмщат, женен за Маргарета фон Венинген
- Петриса фон Хелмщат (* ок. 1391; † сл. 16 февруари 1463), омъжена пр. 29 юни 1413 г. за Хайнрих XIV фон Флекенщайн (* ок. 1390; † 12 май 1459 – 10 март 1460)
- Даем (Дамян) фон Хелмщат (* ок. 1395; † 1442), господар на Бишофсхайм и Дюркастел, женен за Мария Хазе фон Диблих
- Райнхард фон Хелмщат (1400 – 1456), епископ на Шпайер (1438 – 1456)